# Héctor Barberá
Héctor Barberá Vall (Dos Aguas, 2 novembre 1986) è un pilota motociclistico spagnolo ritiratosi dall'attività agonistica.

## Carriera

### Gli inizi
Inizia la sua carriera da professionista in ambito nazionale, vincendo nel 2002 il campionato spagnolo nella classe 125. Sempre nella stessa stagione esordisce nella classe 125 del motomondiale con un'Aprilia del team Master-Aspar, con compagni di squadra: Pablo Nieto e Ángel Rodríguez, concludendo la stagione al 14º posto con 50 punti e ottenendo come miglior risultato un quarto posto in Repubblica Ceca.

### Classe 125
Nel 2003 viene confermato nel team, rinominato Master-MXOnda-Aspar, con Pablo Nieto quale compagno di squadra, ottenendo due vittorie (Gran Bretagna e Pacifico), un secondo posto in Portogallo e due terzi posti (Olanda e Comunità Valenciana) e concludendo la stagione al 3º posto con 164 punti. Nel 2004 resta fedele alla stessa casa passando nel team Seedorf Racing, con compagno di squadra Álvaro Bautista, ottenendo quattro vittorie (Catalogna, Brasile, partendo dalla pole positon, Portogallo e Comunità Valenciana), un secondo posto in Germania, due terzi posti (Spagna e Italia), e terminando la stagione al 2º posto con 202 punti. 

### Classe 250
Nel 2005 passa alla classe 250, nel team Fortuna Honda, con Jorge Lorenzo come compagno di squadra, giungendo 9º con 120 punti e ottenendo come miglior risultato un quarto posto in Australia. Nel 2006 passa alla guida di una Aprilia RSV 250, sempre con Jorge Lorenzo come compagno, ottenendo una vittoria in Cina, un secondo posto in Turchia, un terzo posto nel GP della Comunità Valenciana e due pole position (Cina e Malesia), e terminando la stagione in 7ª posizione con 152 punti. In questa stagione è stato costretto a saltare i GP di Catalogna e Olanda a causa di una frattura al radio destro rimediata in un allenamento in mountain bike. Nel 2007 passa nel team Toth Aprilia, con Imre Tóth come compagno di squadra, ottenendo un secondo posto in Malesia,  quattro terzi posti (Qatar, Italia, San Marino e Giappone) e giungendo al 5º posto a fine stagione con 177 punti.
Nel 2008 viene confermato nel team, ottenendo due secondi posti (Qatar e Germania), due terzi posti (Catalogna e San Marino), due pole position (Italia e San Marino) e concludendo la stagione al 6º posto con 142 punti. In questa stagione è stato costretto a saltare i GP di Giappone, Australia, Malesia e Comunità Valenciana a causa di fratture a tre vertebre rimediate nelle qualifiche del GP del Giappone. Nel 2009 passa al team Pepe World, con Axel Pons come compagno di squadra, ottenendo tre vittorie (Qatar, San Marino e Comunità Valenciana), tre secondi posti (Olanda, Australia e Malesia), due terzi posti (Catalogna e Portogallo) e quattro pole position (Catalogna, Paesi Bassi, Gran Bretagna e Portogallo). Terminerà la stagione al 2º posto con 239 punti.

### MotoGP
Nel 2010 passa alla classe MotoGP nel team Paginas Amarillas Aspar, guidando una Ducati Desmosedici. Ottiene come miglior risultato due ottavi posti (Francia e Comunità Valenciana) e termina la stagione al 12º posto con 90 punti. Nel 2011 rimane nello stesso team (ridenominato questa stagione come team Mapfre Aspar). Ottiene come miglior risultato un sesto posto in Spagna e termina la stagione all'11º posto con 82 punti. In questa annata è costretto a saltare il Gran Premio d'Australia a causa della frattura della clavicola destra rimediata nel precedente GP del Giappone. 

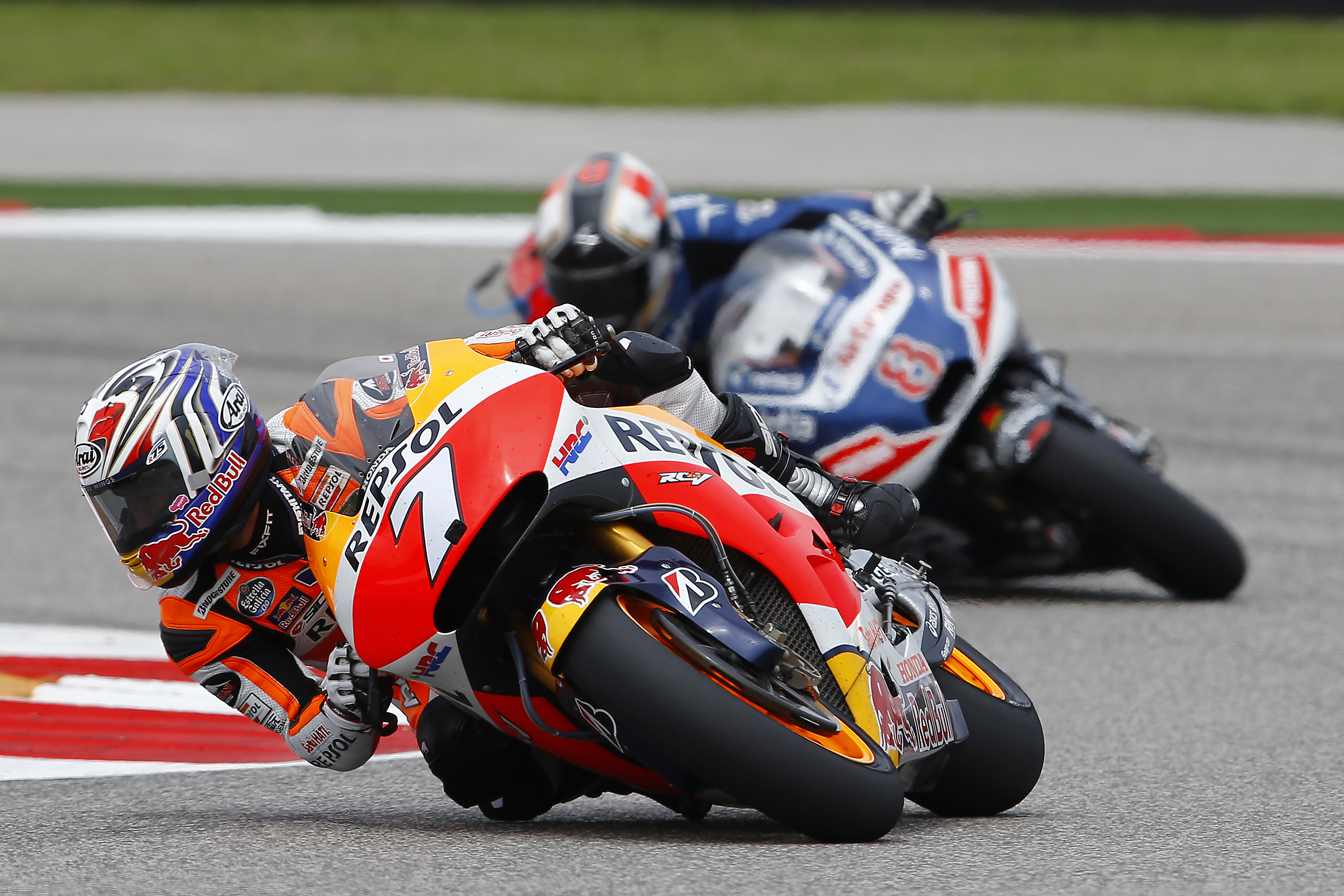
Barberá, all'inseguimento di Hiroshi Aoyama, in pista in occasione del Gran Premio delle Americhe nel 2015.

Nel 2012 passa al team Pramac Racing. Ottiene come miglior risultato due settimi posti (Olanda e Malesia) e termina la stagione all'11º posto con 83 punti. Salta il Gran Premio degli Stati Uniti a causa della frattura di tibia e perone della gamba destra rimediate in un allenamento ed i Gran Premi di Indianapolis e Repubblica Ceca per la frattura di quinta, sesta e ottava vertebra dorsale rimediata nelle prove libere del GP di Indianapolis.

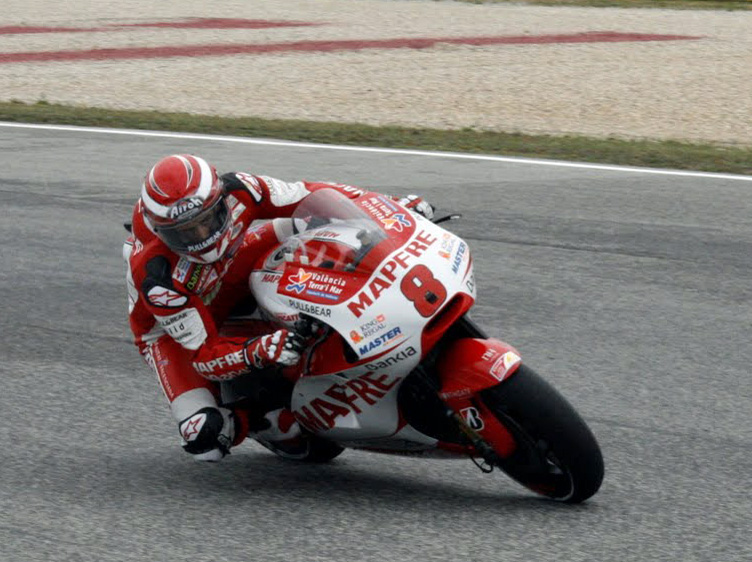
Barberá in pista in occasione del Gran Premio del Portogallo nel 2011.

Nel 2013 passa al team Avintia Blusens alla guida di una FTR MGP13 (motocicletta rispettante il regolamento CRT); il compagno di squadra è Hiroshi Aoyama. Ottiene come miglior risultato due decimi posti (Italia e Stati Uniti) e termina la stagione al 16º posto con 35 punti. Nel 2014 rimane nello stesso team, il compagno di squadra è Mike Di Meglio. Corre le prime tredici gare in calendario alla guida di una Avintia GP14 (motocicletta con specifiche Open), per poi passare, a partire dal Gran Premio d'Aragona, alla guida di una Ducati Desmosedici. Ottiene come miglior risultato un quinto posto in Australia e termina la stagione al 18º posto con 26 punti. Nel 2015 rimane nel team Avintia alla guida di una Ducati Desmosedici (con specifiche Open). Il compagno di squadra è Mike Di Meglio. Chiude la stagione al quindicesimo posto con 33 punti.
Nel 2016 rimane nello stesso team, con compagno di squadra Loris Baz. A Motegi e Phillip Island sostituisce l'infortunato Andrea Iannone in sella alla Ducati ufficiale. Ottiene come miglior risultato un quarto posto in Malesia e termina la stagione al 10º posto con 102 punti. Nel 2017 inizia la sua ottava stagione consecutiva in MotoGP, lo fa con lo stesso team e lo stesso compagno di squadra della stagione precedente. Ottiene come miglior risultato un nono posto in Catalogna e termina la stagione al 22º posto con 28 punti.

### Moto2
Nel 2018 corre in Moto2 sulla Kalex del team Pons HP40, con compagno di squadra Lorenzo Baldassarri. I'8 giugno a causa dell'arresto per guida in stato di ebbrezza avvenuto la notte del 7 giugno il team rescinde il contratto con il pilota.
In questa stagione, a partire dal Gran Premio di Portogallo è chiamato a guidare la Kawasaki ZX-6R del team Puccetti Racing nel Campionato mondiale Supersport in sostituzione di Kenan Sofuoğlu; nel frattempo ritiratosi dalle corse. Chiude la stagione al diciassettesimo posto con ventisette punti ottenuti. In Moto2 ha totalizzato dieci punti, con l'undicesimo posto in Francia come miglior risultato.

### Derivate dalla serie
Nel 2019 rimane in Supersport, è pilota titolare del Team Toth by Willirace che gli affida una Yamaha YZF-R6. Il 7 aprile dopo il GP d'Aragona, il pilota annuncia la fine del rapporto con la squadra ungherese. In occasione del Gran Premio d'Olanda si trasferisce nel mondiale Superbike alla guida della Kawasaki ZX-10R del Team Orelac Racing VerdNatura in sostituzione dell'infortunato Leandro Mercado. Al termine della stagione si classifica sedicesimo in Supersport, ventisettesimo in Superbike e tredicesimo nella graduatoria del Trofeo Indipendenti. Sempre nel 2019, Barberá partecipò anche al campionato britannico Superbike con la squadra Bournemouth Kawasaki, con cui ottenne un giro veloce e un sesto posto come miglior risultato in gara, chiudendo il campionato in diciannovesima posizione.
Nel 2020, Barberá passò a tempo pieno nel BSB firmando con l'OMG Racing, equipaggiato con BMW. Ottenne durante la stagione un giro veloce e tre decimi posti come migliori piazzamenti in gara, chiudendo il campionato in diciassettesima posizione finale. Nel 2021, Barberá si trasferì nel campionato MotoAmerica Superbike con il Scheibe Racing, equipaggiato con BMW S 1000 RR. Le sue ultime apparizioni in pista risalgono al 2023, nuovamente nel British Superbike Championship.

## Risultati in gara

### Motomondiale
| 2002 | Classe | Moto    |    |    |    |    |     |    |    |     |    |   |     |    |   |   |    |   |  |  |  | Punti | Pos. |
| ---- | ------ | ------- | -- | -- | -- | -- | --- | -- | -- | --- | -- | - | --- | -- | - | - | -- | - |  |  |  | ----- | ---- |
| 2002 | 125    | Aprilia | 16 | NP | 12 | 15 | Rit | 18 | 20 | Rit | 21 | 4 | Rit | 15 | 5 | 8 | 14 | 6 |  |  |  | 50    | 14º  |

| 2003 | Classe | Moto    |     |    |   |    |   |     |   |   |    |   |   |   |   |   |   |   |  |  |  | Punti | Pos. |
| ---- | ------ | ------- | --- | -- | - | -- | - | --- | - | - | -- | - | - | - | - | - | - | - |  |  |  | ----- | ---- |
| 2003 | 125    | Aprilia | Rit | 13 | 7 | 11 | 9 | Rit | 3 | 1 | 14 | 5 | 2 | 9 | 1 | 8 | 6 | 3 |  |  |  | 164   | 3º   |

| 2004 | Classe | Moto    |    |   |   |   |   |   |   |   |     |   |   |     |    |     |   |   |  |  |  | Punti | Pos. |
| ---- | ------ | ------- | -- | - | - | - | - | - | - | - | --- | - | - | --- | -- | --- | - | - |  |  |  | ----- | ---- |
| 2004 | 125    | Aprilia | 10 | 3 | 5 | 3 | 1 | 6 | 1 | 2 | Rit | 7 | 1 | Rit | 12 | Rit | 6 | 1 |  |  |  | 202   | 2º   |

| 2005 | Classe | Moto  |   |    |   |   |   |    |   |    |     |   |     |   |   |   |   |   |   |  |  | Punti | Pos. |
| ---- | ------ | ----- | - | -- | - | - | - | -- | - | -- | --- | - | --- | - | - | - | - | - | - |  |  | ----- | ---- |
| 2005 | 250    | Honda | 5 | 11 | 7 | 7 | 6 | 16 | 9 | NE | Rit | 8 | Rit | 8 | 6 | 7 | 4 | 6 | 5 |  |  | 120   | 9º   |

| 2006 | Classe | Moto    |   |   |   |   |   |     |     |     |   |   |    |   |     |   |   |    |   |  |  | Punti | Pos. |
| ---- | ------ | ------- | - | - | - | - | - | --- | --- | --- | - | - | -- | - | --- | - | - | -- | - |  |  | ----- | ---- |
| 2006 | 250    | Aprilia | 5 | 4 | 2 | 1 | 7 | Rit | Inf | Inf | 5 | 5 | NE | 5 | Rit | 6 | 7 | 10 | 3 |  |  | 152   | 7º   |

| 2007 | Classe | Moto    |   |     |   |   |   |   |   |     |   |   |    |   |   |   |   |     |   |   |  | Punti | Pos. |
| ---- | ------ | ------- | - | --- | - | - | - | - | - | --- | - | - | -- | - | - | - | - | --- | - | - |  | ----- | ---- |
| 2007 | 250    | Aprilia | 3 | Rit | 8 | 6 | 4 | 3 | 8 | Rit | 7 | 6 | NE | 4 | 3 | 5 | 3 | Rit | 2 | 5 |  | 177   | 5º   |

| 2008 | Classe | Moto    |   |   |   |   |    |     |   |   |   |   |    |   |   |    |    |     |     |     |  | Punti | Pos. |
| ---- | ------ | ------- | - | - | - | - | -- | --- | - | - | - | - | -- | - | - | -- | -- | --- | --- | --- |  | ----- | ---- |
| 2008 | 250    | Aprilia | 2 | 5 | 8 | 6 | 12 | Rit | 3 | 4 | 5 | 2 | NE | 4 | 3 | AN | NP | Inf | Inf | Inf |  | 142   | 6º   |

| 2009 | Classe | Moto    |   |    |   |    |   |   |   |    |   |   |   |   |   |   |   |   |   |  |  | Punti | Pos. |
| ---- | ------ | ------- | - | -- | - | -- | - | - | - | -- | - | - | - | - | - | - | - | - | - |  |  | ----- | ---- |
| 2009 | 250    | Aprilia | 1 | 11 | 4 | 11 | 5 | 3 | 2 | NE | 5 | 8 | 7 | 6 | 1 | 3 | 2 | 2 | 1 |  |  | 239   | 2º   |

| 2010 | Classe | Moto   |    |    |   |    |    |    |    |   |     |   |    |   |    |    |    |    |    |   |  | Punti | Pos. |
| ---- | ------ | ------ | -- | -- | - | -- | -- | -- | -- | - | --- | - | -- | - | -- | -- | -- | -- | -- | - |  | ----- | ---- |
| 2010 | MotoGP | Ducati | 12 | 13 | 8 | 12 | 11 | 12 | 10 | 9 | Rit | 9 | 10 | 9 | 11 | 13 | 11 | 14 | 10 | 8 |  | 90    | 12º  |

| 2011 | Classe | Moto   |    |   |     |   |    |    |    |   |    |   |    |     |   |   |     |     |    |    |  | Punti | Pos. |
| ---- | ------ | ------ | -- | - | --- | - | -- | -- | -- | - | -- | - | -- | --- | - | - | --- | --- | -- | -- |  | ----- | ---- |
| 2011 | MotoGP | Ducati | 12 | 6 | Rit | 9 | 11 | 11 | 12 | 7 | 11 | 9 | 10 | Rit | 9 | 8 | Rit | Inf | AN | 11 |  | 82    | 11º  |

| 2012 | Classe | Moto   |   |    |    |   |    |    |   |   |   |     |     |     |     |    |    |   |    |     |  | Punti | Pos. |
| ---- | ------ | ------ | - | -- | -- | - | -- | -- | - | - | - | --- | --- | --- | --- | -- | -- | - | -- | --- |  | ----- | ---- |
| 2012 | MotoGP | Ducati | 9 | 10 | 10 | 9 | 11 | 10 | 7 | 9 | 9 | Inf | Inf | Inf | Rit | 12 | 10 | 7 | 12 | Rit |  | 83    | 11º  |

| 2013 | Classe | Moto |    |    |    |    |    |     |    |    |    |    |     |    |     |     |    |    |    |    |  | Punti | Pos. |
| ---- | ------ | ---- | -- | -- | -- | -- | -- | --- | -- | -- | -- | -- | --- | -- | --- | --- | -- | -- | -- | -- |  | ----- | ---- |
| 2013 | MotoGP | FTR  | 13 | 18 | 12 | 18 | 10 | Rit | 20 | 11 | 10 | 16 | Rit | 13 | Rit | Rit | 14 | 14 | 16 | 12 |  | 35    | 16º  |

| 2014 | Classe | Moto             |     |    |    |    |     |     |    |    |    |     |    |    |    |    |    |   |   |    |  | Punti | Pos. |
| ---- | ------ | ---------------- | --- | -- | -- | -- | --- | --- | -- | -- | -- | --- | -- | -- | -- | -- | -- | - | - | -- |  | ----- | ---- |
| 2014 | MotoGP | Avintia e Ducati | Rit | 15 | 16 | 15 | Rit | Rit | 19 | 18 | 18 | Rit | 17 | 19 | 19 | 19 | 15 | 5 | 9 | 11 |  | 26    | 18º  |

| 2015 | Classe | Moto   |    |    |    |    |    |    |    |     |    |    |    |    |    |    |   |    |    |    |  | Punti | Pos. |
| ---- | ------ | ------ | -- | -- | -- | -- | -- | -- | -- | --- | -- | -- | -- | -- | -- | -- | - | -- | -- | -- |  | ----- | ---- |
| 2015 | MotoGP | Ducati | 15 | 12 | 13 | 14 | 13 | 13 | 16 | Rit | 13 | 15 | 16 | 13 | 18 | 16 | 9 | 16 | 13 | 16 |  | 33    | 15º  |

| 2016 | Classe | Moto   |   |   |   |    |   |    |    |   |   |    |   |    |    |    |    |     |   |    |  | Punti | Pos. |
| ---- | ------ | ------ | - | - | - | -- | - | -- | -- | - | - | -- | - | -- | -- | -- | -- | --- | - | -- |  | ----- | ---- |
| 2016 | MotoGP | Ducati | 9 | 5 | 9 | 10 | 8 | 12 | 11 | 6 | 9 | SQ | 5 | 14 | 13 | 13 | 17 | Rit | 4 | 11 |  | 102   | 10º  |

| 2017 | Classe | Moto   |    |    |    |    |     |    |   |    |    |    |    |    |     |    |    |    |    |    |  | Punti | Pos. |
| ---- | ------ | ------ | -- | -- | -- | -- | --- | -- | - | -- | -- | -- | -- | -- | --- | -- | -- | -- | -- | -- |  | ----- | ---- |
| 2017 | MotoGP | Ducati | 13 | 13 | 14 | 12 | Rit | 14 | 9 | 16 | SQ | 20 | 17 | 14 | Rit | 18 | 14 | 20 | 14 | 15 |  | 28    | 22º  |

| 2018 | Classe | Moto  |    |    |    |    |    |     |  |  |  |  |  |  |  |  |  |  |  |  |  | Punti | Pos. |
| ---- | ------ | ----- | -- | -- | -- | -- | -- | --- |  |  |  |  |  |  |  |  |  |  |  |  |  | ----- | ---- |
| 2018 | Moto2  | Kalex | 13 | 20 | 18 | 14 | 11 | Rit |  |  |  |  |  |  |  |  |  |  |  |  |  | 10    | 23º  |

| Legenda | 1º posto        | 2º posto            | 3º posto            | A punti      | Senza punti        | Grassetto – Pole position Corsivo – Giro più veloce |
| Legenda | Gara non valida | Non qual./Non part. | Ritirato/Non class. | Squalificato | '-' Dato non disp. | Grassetto – Pole position Corsivo – Giro più veloce |

### Campionato mondiale Supersport
| 2018 | Moto     |  |  |  |  |  |  |  |  |    |    |   |   |  |  | Punti | Pos. |
| ---- | -------- |  |  |  |  |  |  |  |  | -- | -- | - | - |  |  | ----- | ---- |
| 2018 | Kawasaki |  |  |  |  |  |  |  |  | 11 | 10 | 9 | 7 |  |  | 27    | 17º  |

| 2019 | Moto   |   |   |    |  |  |  |  |  |  |  |  |  |  |  | Punti | Pos. |
| ---- | ------ | - | - | -- |  |  |  |  |  |  |  |  |  |  |  | ----- | ---- |
| 2019 | Yamaha | 4 | 7 | NP |  |  |  |  |  |  |  |  |  |  |  | 22    | 16º  |

| Legenda | 1º posto        | 2º posto            | 3º posto           | A punti      | Senza punti        | Grassetto – Pole position Corsivo – Giro più veloce |
| Legenda | Gara non valida | Non qual./Non part. | Ritirato/Non class | Squalificato | '-' Dato non disp. | Grassetto – Pole position Corsivo – Giro più veloce |

### Campionato mondiale Superbike
| 2019 | Moto     |  |  |  |  |  |  |  |  |  |    |    |    |    |    |    |  |  |  |  |  |  |  |  |  |  |  |  |  |  |  |  |  |  |  |  |  |  |  |  |  |  |  | Punti | Pos. |
| ---- | -------- |  |  |  |  |  |  |  |  |  | -- | -- | -- | -- | -- | -- |  |  |  |  |  |  |  |  |  |  |  |  |  |  |  |  |  |  |  |  |  |  |  |  |  |  |  | ----- | ---- |
| 2019 | Kawasaki |  |  |  |  |  |  |  |  |  | 16 | AN | 16 | 13 | 14 | AN |  |  |  |  |  |  |  |  |  |  |  |  |  |  |  |  |  |  |  |  |  |  |  |  |  |  |  | 3     | 27º  |

| Legenda | 1º posto        | 2º posto            | 3º posto           | A punti      | Senza punti        | Grassetto – Pole position Corsivo – Giro più veloce |
| Legenda | Gara non valida | Non qual./Non part. | Ritirato/Non class | Squalificato | '-' Dato non disp. | Grassetto – Pole position Corsivo – Giro più veloce |